# Бровендер, Хаим
Хаим Бровендер (род. 1941) — израильский раввин современного ортодоксального и религиозно-сионистского направления.

## Биография
Бровендер родился в 1941 году в Бруклине, Нью-Йорк. Он посещал иешиву Флэтбуша — современную ортодоксальную дневную школу совместного обучения. Позднее он окончил Иешива-университет, получив степень бакалавра по математике, и получил раввинское посвящение от раввина Йосефа Соловейчика.
В 1965 году он и его жена переехали в Иерусалим, Израиль. До 1967 года он учился в колеле ешивы Итри (Израильский институт исследований Торы) у раввина Мордехая Элефанта. В 1974 году Бровендер получил докторскую степень по семитским языкам в Еврейском университете.
В 1967 году по совету раввина Менахема-Мендла Шнеерсона Бровендер основал колледж Хартмана в Ромеме, Иерусалим (под эгидой Израильского института исследований Торы). Колледж должен был стать ешивой для американских студентов, желающих учиться в Израиле.
В 1976 году раввин Бровендер основал ешиву ха-Мивтар во Френч-Хилле в Иерусалиме. В том же году Бровендер основал Мидрешет Линденбаум, первоначально называвшийся Михлелет Брурия, как женское отделение ешивы ха-Мивтар. Бровендер успешно руководил ешивой ха-Мивтар в одиночку до 1985 года, пока не объединил её с сетью учебных заведений, основанных раввином Шломо Рискиным под названием «Ор Тора Стоун».
В 2007 году раввин Бровендер запустил WebYeshiva.org — первую живую и полностью интерактивную онлайн-ешиву.
Раввин Бровендер служил раввином цаваи (армейским раввином) более 20 лет.

## Инцидент с избиением (2000 год)
В октябре 2000 года Бровендер был избит палестинской полицией и протестующими. В то время он был главой ешивы «ешива ха-Мивтар» в израильском поселении Эфрат и ехал из ешивы к себе домой в Иерусалим, когда он проезжал мимо палестинской деревни, чтобы объехать дорогу, закрытую из-за недавних беспорядков, и был остановлен палестинской полицией. Палестинским силам безопасности удалось вытащить его с места происшествия примерно через час и передать израильским войскам. Его автомобиль был уничтожен палестинской толпой.